# Battaglia di Nicea
La battaglia di Nicea fu combattuta nel corso della guerra civile del 193-197, che vide affrontarsi due pretendenti al trono dell'Impero romano, Pescennio Nigro, legato della Siria, e Lucio Settimio Severo, legato della Pannonia, già proclamato imperatore dal Senato. Fu combattuta nel dicembre 193 e vinta, dopo essere stata a lungo incerta, da Tiberio Claudio Candido, comandante dei severiani, contro Nigro.

## Antefatto
Candido era riuscito a sbarcare in Asia Minore, malgrado l'opposizione di Asellio Emiliano, che sconfisse nella battaglia di Cizico e mise a morte. Mentre Nigro si trovava sotto assedio a Bisanzio, i resti del suo esercito si mossero verso la Bitinia: la città di Nicea rimase leale a Nigro, che vi poté entrare ricongiungendosi alle proprie forze; Nicomedia, rivale storica di Nicea, si schierò con Severo, aprendo le porte all'avanguardia di Candido e permettendogli così di sopravanzare il nemico sul fianco.

## Battaglia
Candido si mosse su Nicea da nord, lungo una strada che portava a Cio passando a fianco del lago Ascanio; qui dispose i propri uomini in un luogo elevato e diede battaglia al nemico, che aveva alcuni arcieri messi su barche nel lago, da dove tempestavano le truppe di Candido. L'apparizione sul campo di Nigro rinvigorì i suoi uomini e scosse le linee di Candido, che, però, convinse i porta-insegne del proprio esercito a tornare a combattere, trascinando con sé gli uomini che stavano abbandonando il campo. Le forze di Candido vinsero la battaglia e solo l'oscurità salvò Nigro dalla disfatta totale.

## Conseguenze
Una parte dell'esercito di Nigro si ritirò in Armenia, mentre l'usurpatore, con il rimanente, abbandonò al nemico l'Asia Minore ed indietreggiò sino al Tauro.